# Konrad Zdarsa
Konrad Zdarsa (Hainichen, 7 giugno 1944) è un vescovo cattolico tedesco, dal 4 luglio 2019 vescovo emerito di Augusta.

## Biografia
Konrad Zdarsa è nato a Hainichen il 7 giugno 1944 ed è il settimo figlio del produttore di funi Johann Zdarsa, originario della Stiria, e di sua moglie Elisabeth Goppel, originaria della Baviera. Sua madre era sorella maggiore del primo ministro bavarese Alfons Goppel. Il politico della CSU Thomas Goppel è suo cugino. Grazie alle origini di suo padre, Zdarsa possiede anche la cittadinanza austriaca e quindi aveva diritto illimitato di viaggiare all'estero ai tempi della Repubblica Democratica Tedesca.

### Formazione e ministero sacerdotale
Sebbene avesse ottimi risultati scolastici, gli fu negata la possibilità di iscriversi alla scuola secondaria e quindi di conseguire il diploma di insegnante perché, come cattolico praticante, non soddisfaceva le aspettative del sistema educativo socialista. Apprese quindi la professione di tornitore nello stabilimento della Barkas a Hainichen. In seguito poté accedere alla scuola secondaria e dopo aver conseguito il diploma entrò nel seminario teologico cattolico di Erfurt.
Il 16 marzo 1974 è stato ordinato presbitero per la diocesi di Meißen a Dresda da monsignor Gerhard Schaffran. Dal 1974 al 1976 è stato vicario parrocchiale della parrocchia di San Francesco Saverio a Dresda-Neustadt e dal 1976 al 1977 vicario parrocchiale della parrocchia della cattedrale della Santissima Trinità a Dresda, segretario del vescovo e professore. Nel 1977 è stato inviato a Roma per studi e ha preso residenza nel Collegio Teutonico di Santa Maria dell'Anima. Nel 1982 ha conseguito il dottorato in diritto canonico presso la Pontificia Università Gregoriana con una tesi intitolata "La maturità richiesta per ricevere il sacramento della confermazione. Una panoramica della storia legale".
Nel 1982 ha iniziato a collaborare nella curia diocesana di Dresda-Meißen ed è stato nominato vicario parrocchiale della parrocchia di San Pietro Canisio a Dresda-Pillnitz. Nel 1983 è stato nominato membro del consiglio dell'ordinariato e cancelliere vescovile. Dal 1985 al 1991 è stato parroco della parrocchia di San Gioacchino a Freital ricoprendo anche l'ufficio di difensore del vincolo. Dal 1990 è stato anche direttore Caritas diocesana. Dal 1991 al 2001 ha svolto il ministero di prevosto di Chemnitz e dal 1993, in pari tempo, quello di amministratore parrocchiale di Chemnitz-Maria Hilf. Dal 2001 al 2004 è stato responsabile per il dipartimento del personale della curia diocesana e per il diaconato permanente, nonché direttore diocesano dell'Opera pontificia per le vocazioni. Nel 2004 è succeduto al vescovo ausiliare Georg Weinhold nell'ufficio di vicario generale della diocesi.
Nel 2005 è stato nominato membro del Consiglio della fondazione della Valle dell'Elba, riconosciuta patrimonio dell'umanità l'anno precedente. Un anno dopo, si è dimesso da questo comitato a causa del disaccordo sulla costruzione di un ponte sul fiume.

### Ministero episcopale
Il 24 aprile 2007 papa Benedetto XVI lo ha nominato vescovo di Görlitz. Ha ricevuto l'ordinazione episcopale il 23 giugno successivo nella cattedrale di San Giacomo a Görlitz dal cardinale Georg Maximilian Sterzinsky, arcivescovo metropolita di Berlino, co-consacranti il vescovo di Dresda-Meißen Joachim Friedrich Reinelt e il vescovo ausiliare di Görlitz Rudolf Müller. Durante la stessa celebrazione ha preso possesso della diocesi.
L'8 luglio 2010 lo stesso papa Benedetto XVI lo ha nominato vescovo di Augusta. Il 18 ottobre successivo ha prestato giuramento di fedeltà alle Costituzioni della Germania e della Baviera davanti al Primo ministro Horst Seehofer nel Prinz-Carl-Palais di Monaco di Baviera. Ha preso possesso della diocesi il 23 dello stesso mese.
Durante il suo episcopato è stata lanciata la "Pianificazione territoriale 2025", la riorganizzazione delle unità pastorali della diocesi. Una delle principali preoccupazioni del vescovo è stata la nuova evangelizzazione, per la quale è stato fondato un istituto indipendente. Zdarsa è considerato un rappresentante conservatore del clero ed è uno dei sette vescovi tedeschi che nella primavera del 2018 hanno inviato una lettera a papa Francesco sulla "disputa sull'intercomunione", vale a dire la questione dell'accesso dei coniugi di altre confessioni all'eucaristia mettendo così in discussione la legalità di una decisione presa a maggioranza dalla Conferenza episcopale tedesca.
Nel 2012 il vescovo Zdarsa ha proibito l'assegnazione di una stanza per la presentazione del libro dell'ex ministro della cultura Hans Maier. Ha giustificato il fatto con il non volersi legare all'associazione "Donum vitae" alle cui attività Hans Maier era legato.
Nel novembre del 2015 ha compiuto la visita ad limina.
In seno alla Conferenza episcopale tedesca è stato vicepresidente della IX commissione per i media e membro X della commissione per la Chiesa mondiale.
Il 4 luglio 2019 papa Francesco ha accettato la sua rinuncia al governo pastorale della diocesi per raggiunti limiti di età. Il 7 luglio 2019 si è tenuto un servizio di ringraziamento e congedo nella cattedrale di Augusta. Erano presenti il nunzio apostolico in Germania, l'arcivescovo Nikola Eterović, il cardinale Reinhard Marx, che ha sottolineato il "buon senso" di Zdarsa e la pietà "radicata nella vita, nelle convinzioni e nel pensiero cattolico", il ministro di Stato per il governo dello stato bavarese Florian Herrmann, rappresentanti della città di Augusta, il vescovo evangelico regionale Axel Piper, il vescovo ausiliare Anton Losinger, il pastore Christoph Hänsler, il portavoce del consiglio presbiterale e il presidente del consiglio pastorale diocesano.
Monsignor Zdarsa trascorre il suo pensionamento a Dresda.

## Genealogia episcopale e successione apostolica
La genealogia episcopale è:
- Cardinale Scipione Rebiba
- Cardinale Giulio Antonio Santorio
- Cardinale Girolamo Bernerio, O.P.
- Arcivescovo Galeazzo Sanvitale
- Cardinale Ludovico Ludovisi
- Cardinale Luigi Caetani
- Cardinale Ulderico Carpegna
- Cardinale Paluzzo Paluzzi Altieri degli Albertoni
- Papa Benedetto XIII
- Papa Benedetto XIV
- Papa Clemente XIII
- Cardinale Bernardino Giraud
- Cardinale Alessandro Mattei
- Cardinale Pietro Francesco Galleffi
- Cardinale Giacomo Filippo Fransoni
- Cardinale Antonio Saverio De Luca
- Arcivescovo Gregor Leonhard Andreas von Scherr, O.S.B.
- Arcivescovo Friedrich von Schreiber
- Arcivescovo Franz Joseph von Stein
- Arcivescovo Joseph von Schork
- Vescovo Ferdinand von Schlör
- Arcivescovo Johann Jakob von Hauck
- Arcivescovo Joseph Otto Kolb
- Cardinale Julius August Döpfner
- Cardinale Alfred Bengsch
- Vescovo Hugo Aufderbeck
- Cardinale Joachim Meisner
- Vescovo Joachim Wanke
- Cardinale Georg Maximilian Sterzinsky
- Vescovo Konrad Zdarsa

La successione apostolica è:
- Vescovo Florian Wörner (2012)

## Araldica
| Stemma | Titolare                         | Descrizione |
|        | Konrad Zdarsa Vescovo di Augusta | Lo stemma del vescovo Zdarsa è molto semplice. Lo scudo è cappato e ogni sezione contiene diversi simboli. Il pesce e la chiave sono simboli della diocesi di Dresda-Meißen, la sua diocesi di origine. La conchiglia rappresenta la diocesi di Görlitz, la prima di cui è stato vescovo. L'uccello con un ramo di ulivo nel becco è presente anche nello stemma della città di Hainichen. Lo stemma ha i colori degli stati della Sassonia e della Stiria (il bianco e il verde) e della Baviera (il bianco e il blu). Come motto ha scelto l'espressione "Ipse enim est pax nostra". Da questa espressione deriva la dossologia "Per ipsum et cum ipso et in ipso" che significa "Attraverso lui, con lui e in lui". Questa preghiera non solo contenine la più alta lode di Dio, ma anche le conseguenze per la convivenza delle persone. San Paolo nella lettera agli Efesini si dice preoccupato per la pace tra ebrei e gentili, per la riconciliazione tra rivali. La pace di Cristo collega popoli, razze e lingue. In lui non ci sono più "schiavi o liberi, uomo o donna, greco o ebreo", come dice un'altra lettera: "Tutti sono uno in Cristo". La fede trascende la propria cultura, crea connessioni con altri popoli, persone e nazioni straniere. Su questa base sono possibili amicizia, comunità, comprensione e la pace così spesso desiderata. |